# Amphianthus natalensis
Amphianthus natalensis is een zeeanemonensoort uit de familie Hormathiidae.
Amphianthus natalensis is voor het eerst wetenschappelijk beschreven door Carlgren in 1938.